# Cycloheptatriène
Pour les articles homonymes, voir CHT.
Le cycloheptatriène ou CHT est un liquide incolore qui a été l'objet d'un intérêt théorique récurrent en chimie organique.
Il est très utilisé comme ligand en chimie organométallique et comme une brique de construction en synthèse organique.
Le cycloheptatriène n'est pas aromatique et son cycle n'est pas plan à cause du groupe CH2 dans le cycle. La perte d'un hydrure (H−) sur ce groupe méthylène donne le cation cycloheptatriényl plan et aromatique aussi appelé l'ion tropylium. Une voie de synthèse pratique vers cet ion emploie le pentachlorure de phosphore (PCl5) comme oxydant.

## Synthèse
Bien que Albert Ladenburg découvrit le CHT en 1881 dans la décomposition de la tropine,, sa structure ne fut finalement prouvée qu'en 1901 par la synthèse de Richard Willstätter. Cette préparation part de la cycloheptanone et a donc prouvé la structure en cycle à 7 du CHT.
Le cycloheptatriène est obtenu en laboratoire par une réaction photochimique du benzène avec le diazométhane ou par pyrolyse de l'adduit du cyclohexène et du dichlorocarbène.
Une autre réaction classique pour la synthèse d'un dérivé du cycloheptatriène, appelé Buchner ring enlargement (élargissement de cycle de Buchner) démarre par la réaction du benzène avec le diazoacétate d'éthyle pour donner l'acide carboxylique norcaradiène correspondant, qui se réarrange à haute température avec une expansion de cycle (en) vers l'ester éthylique de l'acide cycloheptatriènecarboxylique,.

## Réactions
L'arrachage d'un ion hydrure de son groupe méthylène donne un composé plan aromatique, le cation cyclohepatriène appelé aussi ion tropylium. Une façon d'obtenir ce cation est l'utilisation de PCl5 comme oxydant.
Le CHT se comporte comme un diène pour des réactions de Diels-Alder. On connait également beaucoup de complexes métalliques du CHT, comme Cr(CO)3(C7H8).

## Utilisation
Le cyclooctatétraène et le cycloheptatriène sont utilisés comme quencher de triplet de spin dans les laser à colorants rhodamine 6G,.